# 木村知義
木村 知義（きむら ともよし、1948年1月28日 - ）は、21世紀社会動態研究所主宰、元多摩大学経営情報学部客員教授（－2019年3月）東北学院大学教養学部非常勤講師（－2018年3月）。元NHKアナウンサー。

## 人物
- 大阪府立北野高等学校を経て法政大学卒業後、1970年NHK入局。[4]
- 京都局時代は桑原武夫、今西錦司、岡部伊都子、梅原猛、杉本秀太郎、竹内実、森浩一、茂山千作などにインタビュー。
- その後は昭和史報道、日本海中部地震取材[5]、ペルー日本大使公邸占拠事件中継、阪神・淡路大震災報道などを担当。
- 『ラジオあさいちばん』アンカー、および、アジアをテーマにした特集番組の企画・取材・制作、ラジオ特集シリーズ『２１世紀日本の自画像』の企画・制作にそれぞれ取り組んだ。
- NHK時代より“なぜ”などの批判的な見方を重視。
- ボクシングジムで鍛えていた時期がある。

## 過去の担当番組
テレビ
- NHKニュースワイド（リポーター）
- きょうのスポーツとニュース（関東甲信越ローカル）
- こんばんはにっぽん
- NHKスペシャル
- 女性手帳（京都局制作担当）
- 東北ライフライン情報（退職後に担当）

ラジオ
- 午後のロータリー
- ラジオあさいちばん（平日隔週アンカー(遠田恵子などとコンビ) 1999年4月 - 2008年3月）
- 日本の自画像–憲法とこの国のゆくえ[6]（企画・制作・司会 2006年5月）

## 同期
- 青木健一、朝妻基祐、浅見忠司、生熊雅夫、板谷直実、井上元、大滝重輿、小柳実、金城紀昭、久保慶子（旧姓・伊藤）、黒沢典之、桑原堯、向後雅博、古賀成治、斉藤正安、榊寿之、柴田実、田沢真、田中久雄、谷口俊二、寺田道雄、中谷成子（旧姓・尾関）、二宮正博、野島正興、深草耕太郎、藤沢武、藤野寿一、二見和男、増渕路子（旧姓・佐藤）、丸山晃、三杉栄、宮川俊二、宮田修、室井民雄。

## その他の関連人物
- 佐々木敦(アナウンサー) インタビュー、アナウンス論で影響を受けた。
- 有働由美子(元NHKアナウンサー) 高校・NHKの後輩。新人研修講師時の生徒でもある。
- 杉浦那由多(ゆーりんプロ所属声優) 多摩大学の学生時代、授業を受講。自分で作った企画の作成の楽しさと伝えることの難しさを実感した[7]。